# Chinnachowk
Chinnachowk è una suddivisione dell'India, classificata come census town, di 64.053 abitanti, situata nel distretto di Kadapa, nello stato federato dell'Andhra Pradesh. In base al numero di abitanti la città rientra nella classe II (da 50.000 a 99.999 persone).

## Società

### Evoluzione demografica
Al censimento del 2001 la popolazione di Chinnachowk assommava a 64.053 persone, delle quali 32.923 maschi e 31.130 femmine. I bambini di età inferiore o uguale ai sei anni assommavano a 7.199, dei quali 3.750 maschi e 3.449 femmine. Infine, coloro che erano in grado di saper almeno leggere e scrivere erano 45.579, dei quali 25.623 maschi e 19.956 femmine.